# Almirante Tamandaré
Almirante Tamandaré es un municipio brasileño del estado de Paraná. Su población estimada en 2010 es de 103 245 habitantes (IBGE). Está a una altitud de 950 m s. n. m.. 

## Etimología
El nombre del municipio es un homenaje al Almirante Joaquim Marques Lisboa, Vizconde y Marqués de Tamandaré, nacido en la ciudad gaúcha de Río Grande el 13 de diciembre de 1807 y fallecido el 20 de marzo de 1897, en Río de Janeiro. El Marqués de Tamandaré fue miembro del Consejo Naval Superior y Ministro del Supremo Tribunal Militar. Es patrono de la Marina del Brasil y participó de incontables luchas internas y de las campañas contra el Paraguay, Uruguay entre otras.

## Geografía

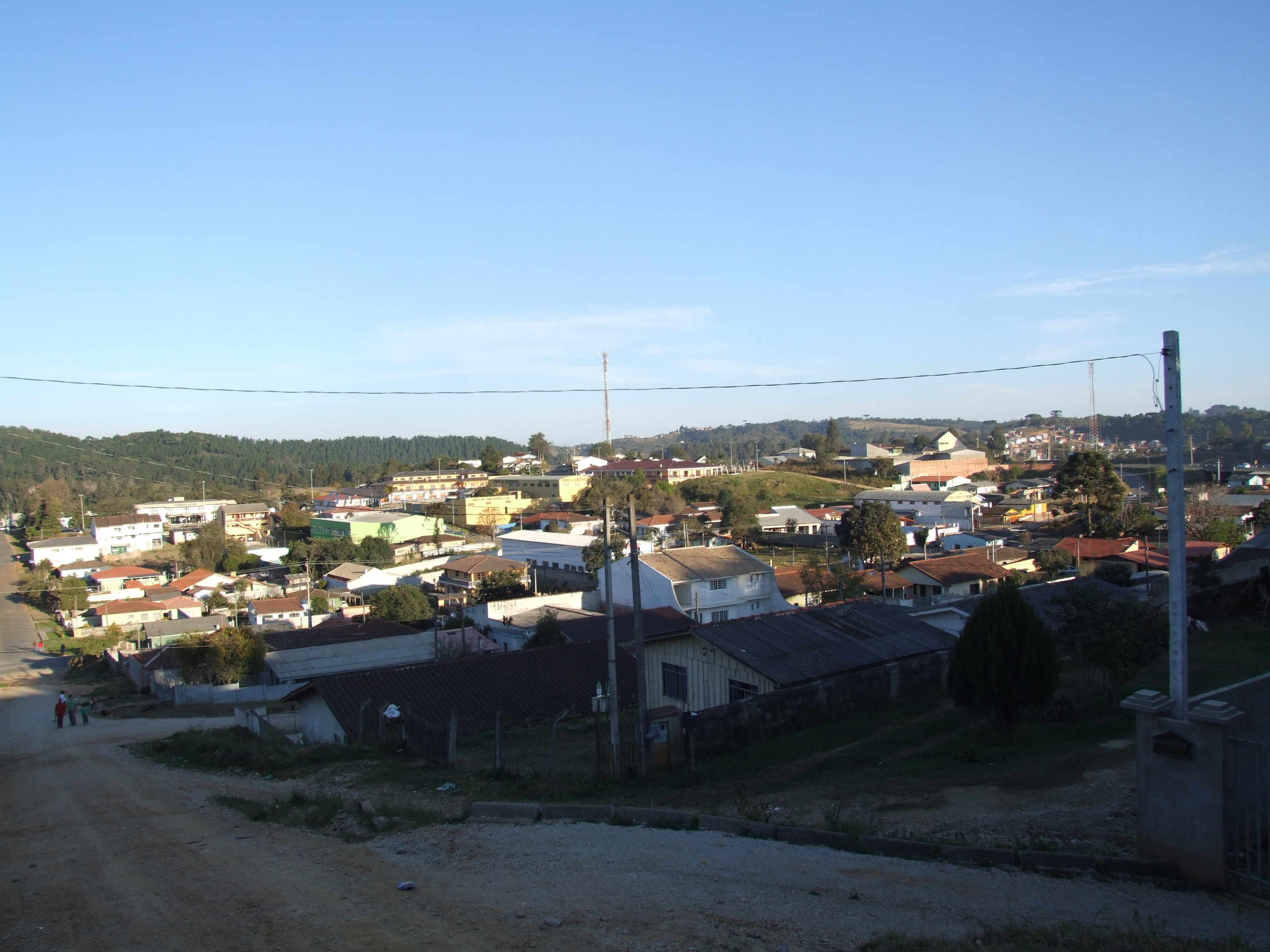
Paisaje de la ciudad de Almirante Tamandaré (PR).

Almirante Tamandaré actualmente pertenece a la Microrregión 02 (ASSOMEC) y está dividida en 1 distrito y 160 barrios.
El municipio de Almirante Tamandaré está situado en el sudeste de Paraná y comprendido en la Región Metropolitana de Curitiba, al norte de la capital del estado. La sede municipal, ciudad de Almirante Tamandaré, dista 17 kilómetros de la capital del estado por carretera y su posición geográfica está a una latitud de 25° 19′ 30″ al sur y una longitud de 49°18'36" a oeste del meridiano de Greenwich y al sur en relación con el Trópico de Capricórnio. 

De acuerdo con el Censo Demográfico de 2000, la población de Almirante Tamandaré era de 88.277 hab. — 44.112 hombres y 44.165 mujeres. La densidad demográfica es de 331,26 habitantes por km².